# Михайло Сльозка
Михайло Сльозка (? — до 2 серпня 1667) — львівський друкар і видавець, член Львівського Успенського Братства (з 1633 року), спершу підмайстер, з 1634-го управитель його друкарні.

## Життєпис
Народився у Вільні або Новогрудку (припущення Володимира Александровича). Його батьком був православний священник.
Приїхав до Львова, знаючи друкарство (за його спогадами, під упливом купця Костянтина Медзапети (Мезапети)). 10 серпня 1633 року його прийняли до Львівського братства.
У 1637 році придбав у спадкоємців друкаря і книгаря з Кракова Яна Шеліги (пом. 1636, Львів), який тривалий час працював у Галичині, його друкарню.
З 1638 р. мав спільну з Андрієм Скульським (Скольським) друкарню, однак в 1640 році відсудив її у нього. (1643–1651 — працював і для Братства), у якій друкував церковнослов'янські (бл. 20), польські і латинські книги. З 42 відомих найважливіші: «Апостол» (1639) з передмовою Сльозки та в співпраці з А. Скульським (Скольським) і численними заставками майстра Іллі та ін., «Тріодь цвітна» (1642), твори І. Ґалятовського — «Ключъ разумЂнія» (1663, 1665) і «Небо новое» (1665), латинські кн. С. Окольського про київських і чернігівських єпископів та ін.
Перший в Україні видав книги мініатюрного формату: «Молитви і часослов» (1642) і «Псалтир» (1667).
Учасник його виступів за національно-релігійну рівноправність українських міщан. 1633—37 і 1643—51 керував Львівською братською друкарнею.
За його управи, у братській друкарні надруковано вперше в Україні ілюстроване «Четвероевангеліє» (1636), спеціальним шрифтом, що імітував письмо рукописних євангелій львівського типу.

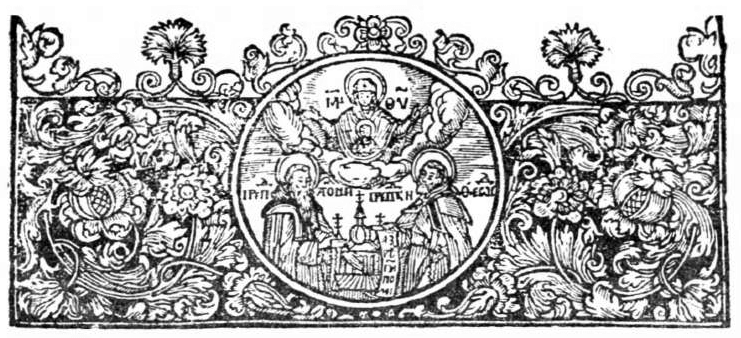
Заставка «Тріодіону» Сльозки. Львів 1642 року.

Видання Сльозки відзначалися старанним оформленням і великим мистецьким смаком.
За даними міської комісії, яка оцінювала вартість майна міщан, з якої львів'яни мали сплатити викуп, вона складала 30000 злотих. 14 листопада 1645 року латинський архиєпископ Миколай Кросновський підтвердив його привілей.
Усупереч вимогам Петра Могили не представив йому своїх друків для оцінки, на додачу передрукував літургійні книги («Служебник», «Октоїх»), які вийшли в друкарні Києво-Печерській лаврі, тому митрополит відлучив його від церкви (4 травня 1646).
Помер наприкінці квітня 1667 р., але коли саме, не відомо, — документ з 2 серпня 1667 р. називає його небіжчиком. Оскільки він був відлучений від церкви, тому ніхто не захотів його ховати, і тіло лежало 14 днів. І тільки коли митрополит Київський Антоній (Винницький) зняв «викляття» (відлучення), Сльозку поховали.
Перед своєю смертю Сльозка наказав своїм наслідникам, щоби вони видали Братству з його маєтку 1500 злотих, але це з волі своєї в духівницю не записав, а тому наслідники й не виконали її,— подарували лише трохи книжок, на суму коло 120 злотих. Але Іван Сльозка (син?) подарував 1667 р. якийсь ґрунт до церкви св. Іоана Богослова. Братство записало Сльозку до свого пом'яника.

## Сім'я
Дружина — Варвара, вихованка Костянтина Медзапети. Діти:
- Яків (пом. 1664);
- Іван;
- Варвара — дружина Стефана Павловича (Лавришевича);
- Софія — дружина львівського купця Миколи Димитро́вича[6].